# Thái Mậu
Thái Mậu (chữ Hán: 太戊, trị vì: 1637 TCN – 1563 TCN), tên thật Tử Mật (子密), là vị vua thứ 9 của nhà Thương trong lịch sử Trung Quốc.

## Thân thế
Thái Mậu là con thứ của Thái Canh (太庚) – vua thứ sáu nhà Thương và là con của Tiểu Giáp (小甲) các vua thứ bảy nhà Thương. Khoảng năm 1638 TCN, Ung Kỷ qua đời, Thái Mậu lên nối ngôi.

## Trị vì
Thái Mậu trọng dụng Vu Hàm (臣扈) và Y Trắc (伊陟) trong việc trị nước. Vu Hàm và Y Trắc đều là các vị quan giỏi, khiến cho nhà Thương lại cường thịnh như thời Thành Thang. Các chư hầu thời Ung Kỷ từng bỏ chầu cống nhưng tới lúc đó đã đến quy phục Thái Mậu.
Vu Hàm viết thiên "Hàm Ngải" và "Thái Mậu" để ghi nhớ thành tựu. Y Trắc cũng được Thái Mậu biểu dương trong nhà Thái miếu. Ông tỏ ra rất kính trọng Y Trắc, cho rằng không nên đối xử với Y Trắc như với bầy tôi. Y Trắc khiêm tốn không nhận.
Trong năm thứ 7 của triều đại của ông, một cây tang (桑) và kê (谷) được tìm thấy mọc lên trong cung điện của ông. Trong năm thứ 11, ông ra lệnh cho nhà thiên văn học Vu Hàm (巫咸) đến cầu nguyện tại Sơn Xuyên (山川). Năm thứ 26, Nữ hoàng của Tây Lệ (西戎) cử sứ giả đến Thương và ông phái Vương Mạnh (王孟) sang viếng thăm. Năm thứ 31 ông bổ nhiệm Phí Hầu (费侯) là Trung Diễn (中衍) làm Xa Chính (车正). Năm thứ 35, ông viết một bài thơ gọi là Dần Xa (寅车). Năm thứ 58, ông cho xây dựng thành phố Bồ Cô (蒲姑). Năm thứ 61, chín bộ tộc Đông Cửu Di (东九夷) cử sứ giả tới Thương.
Khoảng năm 1563 TCN, Thái Mậu qua đời. Ông ở ngôi tất cả 75 năm, được truy tôn miếu hiệu là Trung Tông. Con ông là Trọng Đinh (太戊) lên nối ngôi .
Giáp cốt văn khai quật tại Ân Khư ghi ông là vua thứ bảy của nhà Thương kế nghiệp chú là Tiểu Giáp (大戊), được đặt tên sau khi chết là Đại Mậu (大戊) và được nối ngôi bởi em trai là Ung Kỷ (中丁) .